# Fillingen
Fillingen är en sjö i Härjedalens kommun i Härjedalen och ingår i Ljusnans huvudavrinningsområde. Sjön har en area på 0,518 kvadratkilometer och ligger 755,1 meter över havet. Fillingen ligger i Brovallvålen Natura 2000-område. Sjön avvattnas av vattendraget Lill-Rånden. I sjön finns ett av Sveriges högst belägna bestånd av självreproducerande Ruda.

## Delavrinningsområde
Fillingen ingår i det delavrinningsområde (691723-136986) som SMHI kallar för Utloppet av Fillingen. Medelhöjden är 785 meter över havet och ytan är 2,6 kvadratkilometer. Räknas de 2 avrinningsområdena uppströms in blir den ackumulerade arean 5,92 kvadratkilometer. Lill-Rånden som avvattnar avrinningsområdet har biflödesordning 3, vilket innebär att vattnet flödar genom totalt 3 vattendrag innan det når havet efter 329 kilometer. Avrinningsområdet består mestadels av skog (52 procent), sankmarker (14 procent) och kalfjäll (14 procent). Avrinningsområdet har 0,52 kvadratkilometer vattenytor vilket ger det en sjöprocent på 20 procent.